# Muriel Orlando
Juan Muriel Orlando (n. Conesa, San Nicolás, provincia de Buenos Aires, Argentina; 18 de marzo de 1989) es un futbolista argentino, surgido de las inferiores del Club Atlético Huracán que juega de delantero. Actualmente milita en Gualaceo Sporting Club de la Serie B de Ecuador.

## Trayectoria
Surgido en las divisiones inferiores del Conesa Football Club. Después de haber participado con éxito en la Primera División del club de su pueblo durante el fructífero paso de Norberto Beobide como DT, Muriel se ganó una prueba en Huracán, en donde rápidamente observaron su destacados movimientos.

### Huracán
Debuta oficialmente en la Primera División del fútbol argentino el 13 de septiembre del 2009, bajo la dirección técnica de Ángel Cappa. Ingresó a los 57' por Federico Laurito, en el Apertura de ese año ante Godoy Cruz en el Estadio Feliciano Gambarte. Desde allí solo disputó diez partidos, entrando solamente en tres desde el inicio del partido, sin lograr anotar ningún gol.

### CNI
En el año 2011 es transferido en calidad de préstamo al Colegio Nacional de Iquitos donde anotó 6 goles en el Campeonato Descentralizado 2011. Pero finalizado su contrato tuvo que regresar a su club de origen porque el precio de su pase 500.000 le resultaría imposible pagarlo para el CNI.

### Huracán
En su regreso al club, no fue tenido en cuenta y relegado del plantel de primera para practicar con los dirigidos de Néstor Apuzzo.

### Johor Football Club
En 2012 viaja a Malasia para integrar las filas del Johor Football Club en donde participa en 16 partidos de la Malaysia Premier League convirtiendo 16 goles, 1 partido en la Malaysian FA Cup y 6 partidos en la Malaysia Cup anotando 5 goles, entre ellos el gol más rápido de la historia de la copa en 17 segundos. En 2013 anotó 20 goles en 17 partidos.

### León de Huánuco
A mediados del 2014 regresó a Perú para jugar por León de Huánuco.

### Rampla Juniors
Llegó en el 2015 al Rampla Juniors club donde jugó 6 meses anotando 2 goles e impidiendo el descenso a la Segunda división uruguaya.

### Deportes Copiapó
Jugó solo la primera rueda del Campeonato Nacional de Primera B y toda la Copa Chile, donde se convirtió en el máximo artillero de Deportes Copiapó con 11 anotaciones ello le valió para ser transferido a Deportes Antofagasta.

### Deportivo Cuenca
El 23 de junio de 2021 fue anunciado como fichaje del Deportivo Cuenca de la Serie A de Ecuador. El 21 de septiembre de 2021 dejó el club por problemas personales. En su último partido anotó el segundo gol contra Barcelona.

### Club Atlético Güemes
En enero de 2022 se anuncia su regreso al fútbol argentino, firmando contrato por una temporada con el Club Atlético Güemes de la Primera B Nacional.

### Deportes Santa Cruz
En junio de 2022, es anunciado como refuerzo de Deportes Santa Cruz de la Primera B chilena, lo que marca su regreso al país tras 3 años y medio.

## Clubes
| Club                 | País      | Año       | Goles |
| -------------------- | --------- | --------- | ----- |
| Huracán              | Argentina | 2009-2010 | 3     |
| CNI                  | Perú      | 2011      | 6     |
| Huracán              | Argentina | 2011      | 0     |
| Johor F. C.          | Malasia   | 2012-2013 | 42    |
| León de Huánuco      | Perú      | 2014      | 0     |
| Rampla Juniors       | Uruguay   | 2015      | 2     |
| Deportes Copiapó     | Chile     | 2015      | 11    |
| Deportes Antofagasta | Chile     | 2016-2018 | 5     |
| Cobresal             | Chile     | 2018      | 6     |
| Olmedo               | Ecuador   | 2019      | 10    |
| Mushuc Runa          | Ecuador   | 2020      | 11    |
| Macará               | Ecuador   | 2021      | 2     |
| Deportivo Cuenca     | Ecuador   | 2021      | 1     |
| Güemes               | Argentina | 2022      | 0     |
| Deportes Santa Cruz  | Chile     | 2022      | 11    |
| Búhos ULVR           | Ecuador   | 2023      | 13    |
| Gualaceo S. C.       | Ecuador   | 2024-act. | 33    |

## Palmarés

### Distinciones individuales
| Distinción                | Año  |
| ------------------------- | ---- |
| Goleador de la Copa Chile | 2015 |